# マギウス
マギウス（MAGIUS：Multiple Assignable Game Interface for Universal System, 普遍的なシステムのために複合の割り当てが可能なゲーム・インターフェース）とは、富士見ドラゴンブックで展開されていた汎用テーブルトークRPGのルールのこと。1995年から1998年まで、アニメやライトノベルを原作にしたタイアップもののゲームがマギウスのルールを用いて多数作られた。

## 概要
マギウスは、シンプルな基本ルールを基幹にし、そこにゲームの舞台となる世界観にあわせたオリジナルルールを組み込むことで、様々なゲームをルールを新たに学習することなく遊べるようにしようというコンセプトで開発された。
マギウスは徹底してライトユーザー向けに特化したシリーズであり、普段テーブルトークRPGをやらないような層でも簡単に遊べるゲームという方向性が重視された。ゲームプレイは数十分から2時間程度で終わるものが多く、ゲームに必要な準備なども極力少なくてすむように工夫されている。アニメやライトノベルを原作にしたメディアミックス作品が多数を占めるのも普段ゲームをやらない層へのアピールを意識したからと言える。
そのようなコンセプトのためマギウスを使用した多くのゲームは、テーブルトークRPGが本来的に持っている煩雑さを極力無くすようにデザインされた。中にはプレイヤーキャラクターが行える行動を限定しているものや、ゲームマスターを廃しているものも存在する。テーブルトークRPGというよりボードゲームに近いプレイ感覚のものが多かったのも特徴である。
マギウスは、一人プレイを行うためのゲームブック形式の「ソロプレイ」と、通常のテーブルトークRPGと同じく多人数プレイを行うための「マルチプレイ」の両方の遊び方ができるのも特徴で、「ソロプレイ」と「マルチプレイ」のどちらを重視しているかはサプリメントごとに異なっている。

## システム
マギウスの基本になっている『マギウス・ベーシック』のルールは至極シンプルである。基本の行為判定は「六面体サイコロを2個振った出目の合計が能力値を足し合わせて、GMが指定した難易度以上が出れば成功」というものである。もしもその行為判定に関係する技能を所持していれば、六面体サイコロを3個振れてそこから任意の2個の出目を選ぶことができる。
能力値や技能は舞台になる世界によって決定することになっており、どのサプリメントで遊ぶかによって全く違う能力値や技能が使われる。そのようなわけでマギウスのゲームを遊ぶための実際のルールは各サプリメントに掲載された追加ルールの方が比重が高い。マギウスの基本ルール自体は実に文庫本15ページに収まるものになっている。

## 作品リスト
基本的にマギウスは富士見ドラゴンブックにより文庫サイズで販売された。ただし『でかマギスレイヤーズ』のみA4判ソフトカバーである。
スタートブックのルール部分の内容は暗記できるほどわずかなので、慣れればサプリメントだけでゲームを遊ぶことも可能。

### スタートブック
MAGIUSスタートブック （富士見書房編集部）<13-1>
マギウスの基本ルールブック。基本ルールである「マギウスベーシック」と付録サプリメント「MAGIUS亭」を収録。「MAGIUS亭」はゲームブック形式で書かれた基本ルール教習用ツール。著者は富士見書房編集部となっており、マギウスベーシックのデザイナーについては現在でも不明である。

### スレイヤーズ系列
『スレイヤーズ』は神坂一のライトノベルのシリーズ。
スレイヤーズ系列はマギウスの原作の中では看板タイトルであり、量もかなり多い。ゲームデザインはORGの中澤光博が中心になって行われていた。スレイヤーズというタイトルがテーブルトークRPGと親和性が良いこともあって、スレイヤーズ系のマギウスは多くのシリーズが作られた。
スレイヤーズRPG - ナーガ様といっしょ （中澤光博/ ORG） <13-4>
MAGIUSスタートブックと同時発売。プレイヤーは白蛇（サーペント）のナーガとともに冒険をする冒険者となり、ゲームマスターがナーガを操る。ルールは「ナーガの気まぐれな行動」のために大部分が割かれており基本的にPCに対して迷惑をかける。全てのPCにはナーガをあしらうための様々な「対ナーガ技能」が設定されており、暴走するナーガに対応することになる（例えばリナの対ナーガ技能は「金で釣る」「ジト目」「突っ込む」と設定されている）。「敵に回せば面白いが味方に回すと頼りない」というナーガの特徴を如実にシステムに反映させている。
だんぢょん大作戦（オペレーション）！ - スレイヤーズRPG （中澤光博/ ORG）<13-8>
プレイヤーはリナのパーティーの一員となり、ダンジョン探索をする。ダンジョンの構造や配置モンスター、トレジャーなどはトランプによりランダムで決定されるのが特徴で、ゲームマスターはシナリオを作る必要がない。手軽にダンジョンハックが行える。原作の豪快さを表現するため、大ダメージを与えすぎるとダンジョンそのものが崩壊するというルールが実装されている。このルールのため、MAGIUSのシステムに則って、余計なダメージを与えないよう3個振ったダイスから任意の2個を選択することになるが、ナーガの場合は「常に最大になるよう選択する」というルールも実装されている。
入門！リナの魔法教室 - スレイヤーズRPG （中澤光博/ ORG）<13-15>
プレイヤーは原作キャラクターの弟子になり、一人前の魔法使いになるために師匠の無理難題を解決していくというゲーム。キャラクター育成型シミュレーションゲームの形態をとっており、キャンペーンを行わずとも1回のセッション（ほぼソロプレイ）でキャラクター成長の醍醐味が味わえる。
魔道士になるためのデータとして、当時までに小説版スレイヤーズに登場した魔法が解説付きで網羅されたデータ集が付属しており、資料としての側面もある。
ナーガ様がいっぱい - MAGIUSスレイヤーズRPGリプレイ集 （中澤光博/ ORG）<13-17>
『ナーガ様といっしょ』と『だんぢょん大作戦』のリプレイ集。追加ルールも掲載されている。『だんぢょん大作戦』と『入門！リナの魔法教室』のコンバートルールが掲載されている。
聖王都（セイルーン）あどべんちゃあ - スレイヤーズRPG （中澤光博/ ORG）<13->
『だんぢょん大作戦』の続編。今回は街をダンジョンに見立てたシティアドベンチャーであり、地形破壊のルールがより強調された。PCは聖王都を破壊せぬよう悪人を捕まえなくてはならない。
お宝くえすと スレイヤーズRPG （中澤光博/ ORG）<13->
プレイヤーはリナのパーティーの一員となり、冒険者として依頼を受けて世界の各街を巡る。冒険には依頼人が同行し、依頼人の「ガマン度」が設定されており「ガマン度」が一定を超えると依頼人は冒険の障害と変化するのが特徴。
でかマギスレイヤーズ！ （山北篤）
マギウスのルールを利用したすごろく形式のボードゲーム。A4ソフトカバーの書籍で、切り離し可能なペーパーフィギュア（コマ）、ボード、カードが同封されている。マギウスのシリーズ最終作でもある（1998年11月発行）

### 天地無用！系列
『天地無用!』はAIC製作のアニメーション。ゲームデザインはスタジオ実験室の泥士朗が中心になって行われた。
天地無用！RPG - 天地争奪戦 （泥士朗/スタジオ実験室） <13-5>
MAGIUSスタートブックと同時発売。OVA版の『天地無用！』をモチーフとしている。テーブルトークRPGの形式をとってはいるがゲームとしてはプレイヤー同士で勝敗を競うマルチゲームとしてデザインされている。プレイヤーは柾木天地の周囲にいる美少女たちを担当する。ゲームマスターがルールによって発生させる様々な日常的もしくは非日常的なイベントに対しそれをもっとも高い達成値でクリアすることでそのキャラクターの天地への好感度があがり、セッション終了時でもっとも天地に好かれているキャラクターが勝利する。
騒動無用！ - 天地無用!RPG （泥士朗/スタジオ実験室） <13-11>
こちらはTV版の『天地無用！』をモチーフとしたゲーム。また、プレイヤーキャラクターに清音が選択可能。
天地無用！ in LOVE RPG （たのあきら）<13-14>
劇場版『天地無用in LOVE』がモチーフ。映画の後日談という設定になっている。現代の東京に迷い込んだ阿知花をプレイヤーたちが探し出すたというもの。ボードゲーム風。
天地無用！漂流記 MAGIUS天地無用！ RPGリプレイ集 （泥士朗/スタジオ実験室） <13-16>
『天地争奪戦』と『騒動無用！』のリプレイ集。追加ルールとして『天地争奪戦』に戦闘を持ち込む要素が掲載されている。
魔法少女プリティサミーRPG （泥士朗/スタジオ実験室） <13->
TV版の『魔法少女プリティサミー』がモチーフ。2人用対戦ゲーム。プレイヤーはサミーとミサに分かれて魔法対決をする。

### 新世紀エヴァンゲリオン系列
ガイナックス製作のSFアニメ『新世紀エヴァンゲリオン』がモチーフ。ゲームデザインはスタジオ実験室の泥士朗が中心になって行われた。
同時期に角川書店より発売されたテーブルトークRPG『新世紀エヴァンゲリオンRPG』シリーズとは全くの別物である。
新世紀エヴァンゲリオンRPG - 決戦！第3新東京市 （泥士朗/スタジオ実験室） <13-13>
エヴァと使徒との闘いを軽量級のウォー・シミュレーションゲームとして再現したもの。軽量級とは言ってもデータ量やルール量はマギウスの中ではかなり多い方に入る。
エヴァパイロットでプレイするのは戦闘シーンで、それまでの通常シーンではNERV職員をPCとして使用するという珍しいルール。葛城ミサト、赤木リツコのような主要人物から、伊吹マヤや冬月副司令のような脇キャラクターでプレイすることができた。
新世紀エヴァンゲリオンRPG〈2〉使徒接近！ （泥士朗/スタジオ実験室） <13->
エヴァが主役だった前作とは逆に、キャラクターに焦点を当てた。NERVの日常に潜む使徒の陰を掴むことが目的。基本的にソロプレイ用のゲームとして作られており、マルチプレイとしての遊び方は薄い。
使徒、撃滅！ - MAGIUS新世紀エヴァンゲリオンRPGリプレイ集 （泥士朗/スタジオ実験室） <13->
『決戦！第3新東京市』と『使徒接近!』のリプレイ集。追加ルールとして二つのルールを同時に運用する要素が掲載されている。
エヴァを題材にしながらも、軽いコメディタッチを基本として展開されるシナリオが特徴。

### 魔術士オーフェン系列
『魔術士オーフェン』は秋田禎信のライトノベルのシリーズ。『スレイヤーズ』と並ぶ、ライトファンタジーというジャンルの代表作である。
魔術士オーフェン 私闘編 （高平鳴海） <13->
短編集の『無謀編』がモチーフ。
魔術士オーフェン 野望編 （高森健一） <13->
長編である『はぐれ旅』がモチーフ。

### その他の原作もの
五竜亭RPG - 五竜亭の大騒動！ （富永民紀/冒険企画局）<13-2>
MAGIUSスタートブックと同時発売。『ファンタジーRPGクイズ』や『ウィッチクエスト』などの冒険企画局のゲームに共通する舞台である「ユキリア世界」で冒険するための、オーソドックスなファンタジーTRPGとして作られている。
セイバーマリオネットJ‐RPG - ぼくだけのアリシア （Studio PACCHI）<13-10>
1996年にTVアニメ放映された『セイバーマリオネットJ』がモチーフ。マギウスの中では複雑なキャラクターメイキングのルールが実装されており、それを使い自分の好みのマリオネットをセッションを通じて育成していくゲーム。
サイレントメビウスRPG （山北篤）<13-9>
麻宮騎亜のサイバーパンク風のSFコミック『サイレントメビウス』がモチーフ。
モンスターメーカー学園RPG〈学園祭編〉 （藤浪智之）<13-3>
翔企画の『モンスターメーカー学園』がモチーフ。『モンスターメーカー学園』はモンスターメーカーの現代学園版という派生作品。同名のカードゲームやコミックの設定を元に、マギウス版用に作成された設定とシナリオを搭載している。ゲームとしてはボードゲーム風でゲームマスターは不要。
ロケットガールRPG （野尻抱介）<13-6>
野尻抱介の宇宙開発SF『ロケットガール』がモチーフ。作家デビューする前はゲームデザイナーであった野尻自身がデザインを行っている。ロケットを使って宇宙に行きミッションをこなし地球に帰還するまでの一連の流れを遊ぶゲーム。エンジン点検などはもちろんのこと、パイロットの健康診断まで組みこまれており、原作同様に宇宙開発に携わる職業のリアルさが意識されているが、それを煩雑にすることなくマギウスのルールで軽量に表現している。
蓬萊学園RPG - 蓬萊83分署 （賀東招二）<13-7>
プレイ・バイ・メールより発展した遊演体の架空世界『蓬萊学園』を舞台にしたマギウス。ゲームデザインは、1994年のアンソロジー『弁天女子寮攻防戦』から蓬萊学園シリーズに携わった賀東招二が務めている。『蓬萊学園』のテーブルトークRPGとしては『蓬萊学園の冒険!!』が存在するが、基本的にそれとは関係はない。プレイヤーは蓬萊学園の公安委員となり、学園の様々な事件を調査、鎮圧する。ポリスアクションRPGとしての色も強い。
ゲットレディ、GO! - それゆけ！宇宙戦艦ヤマモト・ヨーコRPG （久保田悠羅/F.E.A.R.）<13-12>
庄司卓の戦争SFライトノベル『それゆけ!宇宙戦艦ヤマモト・ヨーコ』 がモチーフ。ハックアンドスラッシュが楽しめる戦闘ルールとともに、キャラクターの性格や設定に似つかわしい台詞や行動をするとキャラクターが強化される「ロールプレイ支援」のギミックが搭載されている。
魔法学園LUNAR! RPG （鈴木猛） <13-24>
ゲームアーツのコンピュータRPG『LUNAR』シリーズのスピンオフ作品であるセガサターンのRPG『魔法学園LUNAR』がモチーフ。
MAZE☆爆熱時空RPG （たのあきら/ F.E.A.R）<13->
アニメ化もされたあかほりさとるのライトノベル『MAZE☆爆熱時空』がモチーフ。“押し倒しゲージ”を使ってメイズと敵キャラの1対1のバトルが再現されている。
ロストユニバース 芸夢轟く （中澤光博/ ORG）<13-28>
神坂一のスペースオペラ『ロストユニバース』がモチーフ。デザイナーが同じことからスレイヤーズ系マギウスと似たゲームで、トランプを使ったランダムイベントをクリアしながら宇宙で金儲けするゲームになっている。
機動戦艦ナデシコ - ときめき『キッス』は誰のもの!? （設楽英一/ F.E.A.R.）<13->
XEBEC製作の戦争SFハーレムアニメ『機動戦艦ナデシコ』がモチーフ。通常パートで女の子たちと仲良くなり、戦争パートではエステバリスで木連と戦争するという、コンピュータゲームの恋愛シミュレーションゲームに近い雰囲気のルールになっている。

### オリジナル作品
町内防衛隊RPG - 空想科学MAGIUS （小野洋一）<13-23>
第1回MAGIUSゲームデザイン・コンテスト準入選作。怪獣映画をモチーフにしたゲームで、プレイヤーは地球防衛軍ならぬ「町内防衛隊」となり、様々な秘密兵器を町内会の予算内でやりくりしながら怪獣を撃退する。ただ撃退するだけでなく町内会からの支持を得るためには活躍のアピールが必要になることから、巨大ヒーロー（プレイヤーキャラクターが変身できるが正体は秘密）が怪獣を倒してしまうと防衛隊の人気が下がり、予算が減らされるというジレンマが組み込まれている。